# Лубанг Джеріджі Салех

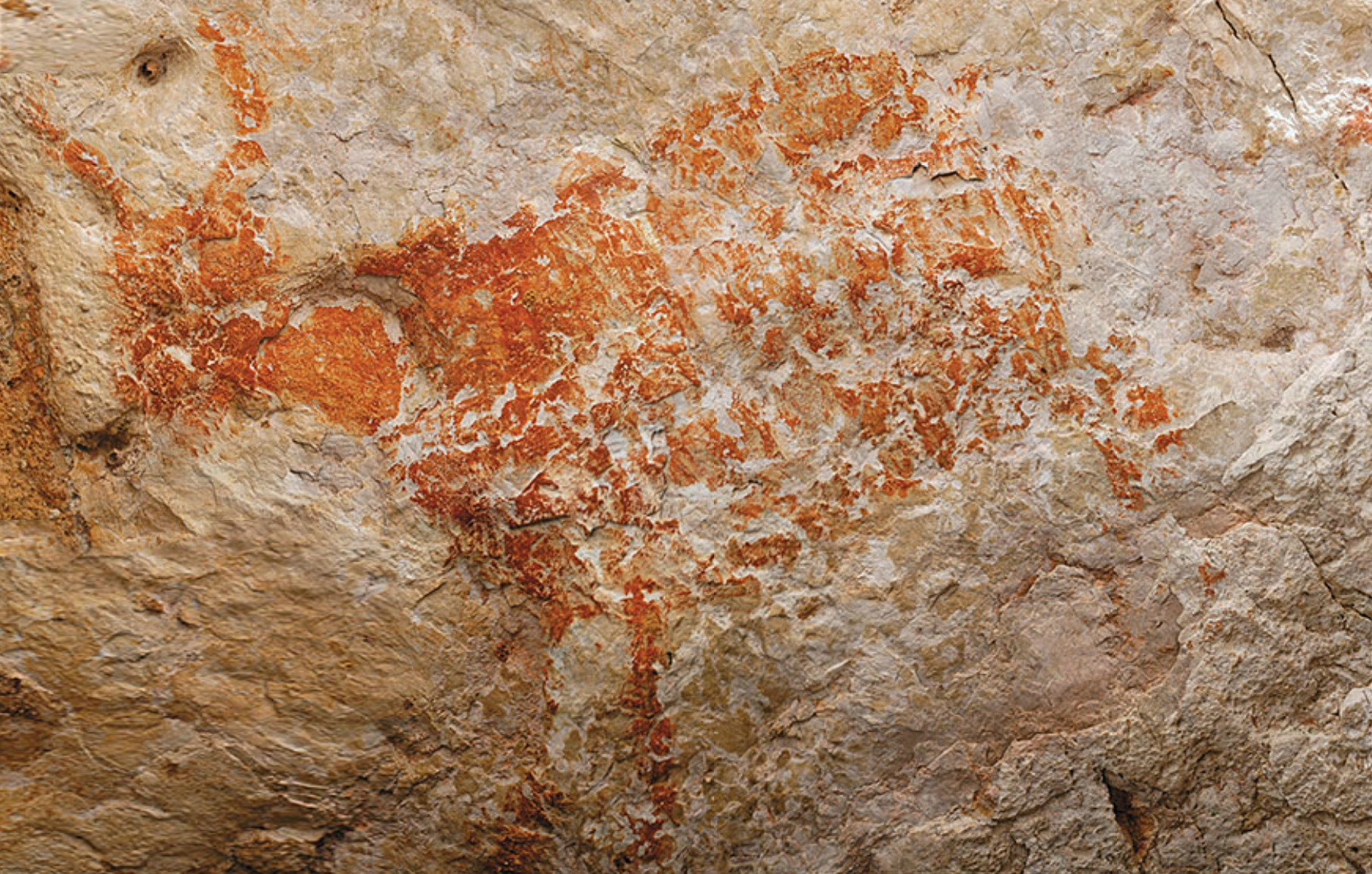
Найдавніший зразок фігуративного живопису — зображення бика, що виявлене в печері Лубанг Джеріджі Салех і датується віком 40000-52 000 років.

Лубанг Джеріджі Салех — вапнякова печера, що розташована в карстовій області Сенгкуліренг-Мангкехілет в провінції Східний Калімантан на острові Борнео в Індонезії. У печері знаходяться найдавніші зразки образотворчого мистецтва у світі.

## Печерний живопис
Лубанг Джеріджі Салех містить численні наскельні малюнки. Найдавніших з цих малюнків, що створений понад 40 000 (можливо 52 000) років тому, вважається зображення бика бантенга. Зображення бика, розміром близько 1,5 метра, написане червонувато-помаранчевою вохрою на вапняковій стіні печери.
Печерний живопис умовно поділяється на три етапи. Перший включає зображення бика і відбитки людських долонь, що зроблені вохрою. Другий включає зображення людей та відбитки долонь темно-червоного кольору. У третьому етапі зображені люди, човни і геометричний орнамент.

### Дослідження
Вперше печерний живопис помітив у 1994 році французький дослідник Люк-Анрі Фаге. У 2018 році, міжнародна команда вчених під керівництвом Максима Обера з Університету Гріффіта і Пінда Сетіавана з Бандунзького технологічного інституту, опублікувала доповідь у журналі Nature, у якій зображення бика визначено як найстаріший у світі відомий зразок образотворчого мистецтва. До цього команда досліджувала наскельні малюнки на сусідньому острові Сулавесі.